# Bibia
Bibia est un village de la commune de Lolodorf au Cameroun situé dans la région du Sud et le département de l'Océan. 

## Géographie
Le village est situé sur la route P8 à 3 km à l'ouest du centre du chef-lieu communal Lolodorf.

## Population
En 1966, la population était de 472 habitants, principalement des Fang. Lors du recensement de 2005, on y dénombrait 650 personnes.

## Infrastructures
La localité dispose d'une école et d'une mission protestantes (Église presbytérienne camerounaise). La première mission presbytérienne américaine y avait été fondée en 1897.

## Personnalités
La chanteuse Anne-Marie Nzié, née à Bibia en 1932, y a été inhumée le 23 juillet 2016.